# Erebomorpha fulguraria
Erebomorpha fulguraria är en fjärilsart som beskrevs av Walker 1860. Erebomorpha fulguraria ingår i släktet Erebomorpha och familjen mätare. Inga underarter finns listade i Catalogue of Life.

## Bildgalleri

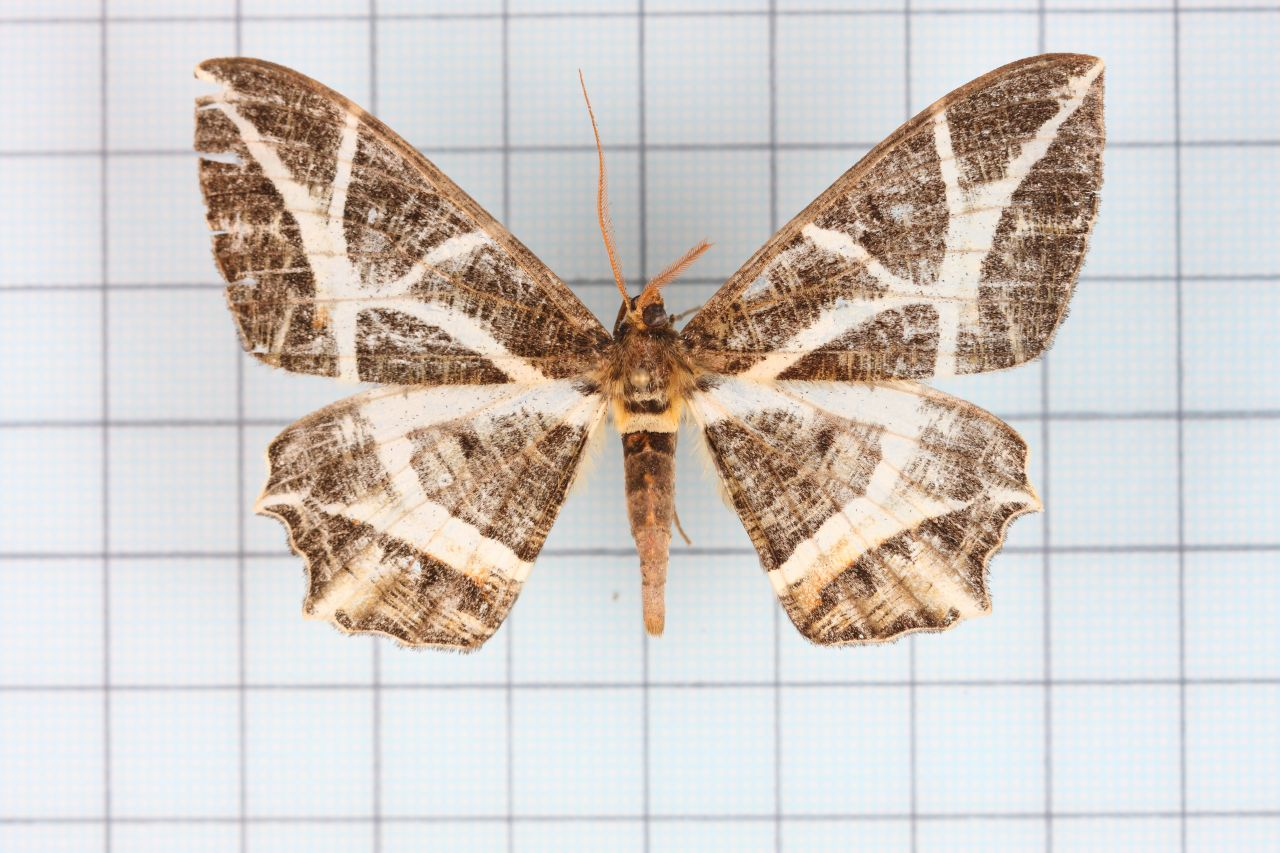